# Moyrazès
Moyrazès é uma comuna francesa na região administrativa de Occitânia, no departamento de Aveyron. Estende-se por uma área de 48,67 km². Em 2010 a comuna tinha 1 112 habitantes (densidade: 22,8 hab./km²).